# کورنلیوس روست
کورنلیوس روست (۲۷ مارس ۱۹۱۹، کوفتشتین، اتریش - ۱۸ اکتبر ‍۱۹۸۳، مونیخ، آلمان) یک اتریشی بود که به عنوان سرباز ارتش آلمان به جنگ جهانی دوم اعزام شد. در طول جنگ توسط ارتش شوروی اسیر شد و به شبه‌جزیره چوکچی، یکی از اردوگاه‌های کار اجباری شوروی (گولاگ)، فرستاده شد. روست موفق شد از اردگاه کار فرار کند. او سپس با طی مسافتی زیاد خود را از سیبری به ایران رساند و از شوروی خارج شد و به آلمان بازگشت. بعدها تجربه‌های او اساس  نگارش یک کتاب و ساخت یک مجموعه تلویزیونی و یک فیلم شد.

## زندگی
روست در ۲۷ مارس ۱۹۱۹ در کوف‌اشتاین، در منطقه تیرول اتریش به دنیا آمد. او هنگام شروع جنگ جهانی دوم در مونیخ زندگی می‌کرد. در طول جنگ، در سال ۱۹۴۲ توسط ارتش شوروی اسیر شد. طبق گفته‌های خودش، در آن زمان، درجه نظامی‌اش سرباز بود. اگرچه کلمنس فورل، نام مستعار وی در رمانش، به عنوان یک افسر ورماخت به تصویر کشیده شده است.
بنا بر دفتر ثبت احوال مونیخ، روست در ۲۸ اکتبر ۱۹۴۷ از اسارت در روسیه بازگشت. در سال ۱۹۵۳، وی در بخش چاپ داخلی انتشارات فرانتس ارنورث در مونیخ کار خود را آغاز کرد. پس از خراب کردن جلد کتاب‌های متعدد، روست گفت که با زندانی شدن در معادن سرب شوروی کوررنگی شده‌است. ارنورث در جستجوی یک توضیح، از تجارب جنگی و اسارت روست مطلع شد. ارنورث احساس کرد که این یک داستان خوب است و از روست خواست که خاطراتش را بنویسد. نوشته روست بسیار بی‌کیفیت بود، اما ارنورث که علاقه زیادی به داستان داشت، یک نویسنده حرفه‌ای به نام یوزف مارتین بائر را استخدام کرد تا نوشته‌های روست را به صورت یک کتاب مناسب چاپ درآورد.

## کتاب

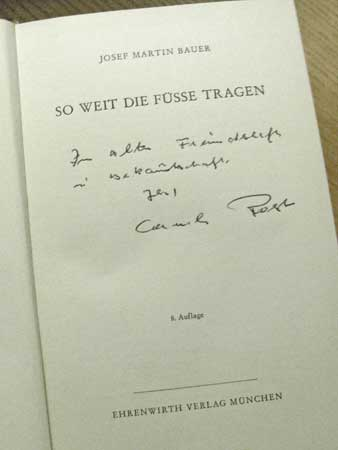
امضای روست در صفحه اول کتاب خاطراتش

روست از ترس واکنش احتمالی مقامات متفقین پس از جنگ، فقط پس از اجازه استفاده از نام مستعار Clemens Forell با مصاحبه شفاهی موافقت کرد. سپس بائر هشت ساعت مصاحبه ضبط شده روست را برای رمان مشهور خود در سال ۱۹۵۵ So weit die Füße tragen (تا آن‌جا که پاهایم مرا تحمل می کنند) پردازش کرد.
در دهه ۱۹۶۰، روست برخی از خاطراتش را در دفتر شخصی خود با عنوان Unternehmen Konterbande (قاچاق شرکت) نوشت، اما هرگز چاپ و منتشر نشد. با این حال رمان بائر حداقل به ۱۵ زبان ترجمه شده و هنوز نیز چاپ شده و به فروش می‌رود.

## اقتباس‌ها
در سال ۱۹۵۹، داستان روست موضوع یک مجموعه تلویزیونی شش قسمتی بود و هاینتس وایس شخصیت اصلی را بازی کرد. هنگامی که برای اولین بار پخش شد، به سرعت به مجموعه تلویزیونی اول آلمان تبدیل شد.
در سال ۲۰۰۱، داستان روست دوباره مورد استفاده سینماگران قرار گرفت و یک فیلم با بازیگری برنهارد بترمان برای آن ساخته شد. بسیاری از صحنه‌ها شخصیت‌هایی دارند که به زبان روسی و سایر زبان‌های خارجی صحبت می‌کنند. هدف این بود که احساس ناتوانی را که قهرمان داستان با دانش محدود خود از زبان روسی تجربه کرده است، به بینندگان آلمانی و سایر غیرروس‌زبانان منتقل کند.